# Serge Parsani
Serge Parsani (28 de agosto de 1952, Gorcy, Francia,) es un exciclista italiano, profesional entre 1974 y 1983 siempre ligado al equipo ciclista italiano Bianchi. Disputó el Tour de Francia y Giro de Italia, fue integrante de la Selección Italiana de Ciclismo en los Mundiales de Valkenburg de 1979 y participó en varias carreras menores. Después de retirarse accedió a la directiva del Bianchi y tras su paso por diferentes equipos llegó a director deportivo del QuickStep. En el 2009 cambió de equipo para ser el director del Team Katusha. Actualmente es director deportivo del equipo italiano de categoría Profesional Continental el Wilier Triestina-Selle Italia.

## Palmarés
1972
- Giro de las dos Provincias

1973
- Giro de las dos Provincias
- Trofeo Banca Popular de Vicenza
- 1 etapa de la Settimana Ciclistica Bergamasca

1979
- 1 etapa del Tour de Francia

1980
- Sassari-Cagliari

1981
- 1 etapa del Giro de Italia

## Resultados en las Grandes Vueltas
| Carrera         | 1974 | 1975 | 1976 | 1977 | 1978 | 1979 | 1980 | 1981 | 1982 | 1983  |
| --------------- | ---- | ---- | ---- | ---- | ---- | ---- | ---- | ---- | ---- | ----- |
| Giro de Italia  | -    | -    | -    | 68.º | 73.º | 53.º | 26.º | 31.º | 49.º | 107.º |
| Tour de Francia | -    | 76.º | -    | Ab.  | -    | 79.º | -    | -    | -    | -     |
| Vuelta a España | -    | -    | -    | -    | -    | -    | -    | -    | -    | -     |
| Mundial en Ruta | -    | -    | -    | -    | -    | Ab.  | -    | -    | -    | -     |

-: no participa

Ab.: abandono